# Marina Di Guardo
Marina Di Guardo (nascida em 29 de outubro de 1961 em Novara) é uma escritora italiana.

## Biografia
Ela trabalhou como vice-diretora do showroom Blumarine. Desde 2019 é colunista do programa de televisão "Mattino Cinque", do Canale 5.
Ela é a mãe de Chiara Ferragni, Valentina Ferragni e Francesca Ferragni.
Seu romance La memoria dei corpi (Mondadori) foi traduzido no Brasil com o título de A memória dos corpos (Tordesilhas Livros/Editora Alaúde).

## Trabalho
- L'inganno della seduzione, Nulla Die, 2012. ISBN 9788897364283
- Non mi spezzi le ali, Nulla Die, 2014. ISBN 9788897364900
- Com'è giusto che sia, Mondadori, 2017. ISBN 9788804674047
- La memoria dei corpi, Mondadori, 2019. ISBN 9788804707981
- Nella buona e nella cattiva sorte, Mondadori, 2020. ISBN 9788804731412[9]
- Dress code rosso sangue, Mondadori, 2021. ISBN 9788804742494
- Quello che ti nascondevo, Mondadori, 2023. ISBN 9788804781691

### Traduções para o português
- A memória dos corpos, Tordesilhas, 2020. ISBN 9786555680034